# Port del Cantó
Der Port del Cantó ist eine 1724 Meter hohe Passstraße im spanischen Teil der Pyrenäen. Er befindet sich in Katalonien in der Provinz Lleida und verbindet über die N-260 die Gemeinde Ribera d’Urgellet im Osten mit Sort im Westen.

## Auffahrt
Die Ostauffahrt von Ribera d’Urgellet ist 25,6 Kilometer lang und beginnt in der Siedlung Adrall, wo die N-260 bei einem Kreisverkehr auf die C-14 trifft. Die höchsten Steigungsprozente von rund 8 % werden auf den ersten sechs Kilometern erreicht, ehe die gut ausgebaute N-260 zunehmend abflacht und durch die Ortschaften Avellanet und Pallerols del Cantó führt. Zehn Kilometer vor der Passhöhe folgen drei anspruchsvollere Kilometer mit 7 % im Schnitt, bevor es nahezu flach zum höchsten Punkt geht. Die unrhythmische Ostauffahrt weist eine Durchschnittsteigung von 4,2 % auf.
Die Westauffahrt von Sort ist 19,3 Kilometer lang und steigt im Schnitt mit 5,4 % an. Auf den ersten sieben Kilometern liegt die durchschnittliche Steigung bei rund 7 %, ehe die Straße zunehmend abflacht und bei Vilamur nur noch mit etwa 2 % ansteigt. Nach zwei flachen Kilometern nehmen die Steigungsprozente acht Kilometer vor der Passhöhe wieder deutlich zu, wobei sie die 7 %-Marke nur noch selten überschreiten. Kurz vor der Passhöhe folgt nach Rubió ein weiteres Flachstück mit einer kurzen Zwischenabfahrt.

## Radsport

### Tour de France
Die Tour de France führte bislang dreimal über den Port del Cantó. Die Erstbefahrung erfolgte im Jahr 1974 auf der 16. Etappe als die Ostauffahrt von Sort den Auftakt eines anspruchsvollen Pyrenäen-Abschnitts darstellte. Dieser führte im Anschluss über den Port de la Bonaigua, Col du Portillon und Col de Peyresourde auf das Pla d’Adet. Der Port del Cantó galt damals als Bergwertung der 2. Kategorie, wobei der Spanier Txomin Perurena als Erster auf der Passhöhe ankam.
Im Jahr 1993 wurde der Port del Cantó zum zweiten Mal überquert, wobei die Streckenführung aus dem Jahr 1974 nur geringfügig verändert wurde. Die bislang letzte Befahrung des Passes fand im Jahr 2016 statt. Diesmal wurde jedoch die Westauffahrt absolviert, ehe es zu einer Bergankunft in Andorra ging. Der Port del Cantó wurde dabei erstmals als Bergwertung der 1. Kategorie klassifiziert.
| Jahr | Etappe     | Bergwertung  | Fahrer          | Auffahrt |
| ---- | ---------- | ------------ | --------------- | -------- |
| 1974 | 16. Etappe | 2. Kategorie | Txomin Perurena | Ost      |
| 1993 | 16. Etappe | 2. Kategorie | Tony Rominger   | Ost      |
| 2016 | 09. Etappe | 1. Kategorie | Thomas De Gendt | West     |

### Vuelta a España
Die Vuelta a España führte erst im Jahr 1980 und somit sechs Jahre nach der Tour de France erstmals über den Port del Cantó. Die Erstbefahrung erfolgte dabei im Rahmen der 6. Etappe über die Ostauffahrt, ehe es über den Port de la Bonaigua nach Viella ging. Der Anstieg galt als Bergwertung der 1. Kategorie, wobei der Spanier Juan Fernández über die Passhöhe führte.
In den nachfolgenden Austragungen führte die Vuelta a España in regelmäßigen Abständen über den Port del Cantó, wobei er zwischen 1980 und 2008 insgesamt 13-Mal befahren wurde. Mit Ausnahme des Jahres 1983 wurde dabei stets eine Bergwertung der 1. Kategorie auf der Passhöhe abgenommen. Die erste Befahrung von der Westseite fand im Rahmen der Vuelta a España 1985 statt. Im Jahr 1991 hätte der Port del Cantó auf der 11. Etappe befahren werden sollen. Der Abschnitt wurde aufgrund von Schlechtwetters jedoch aus dem Programm genommen. Die bislang letzte Überquerung fand im Jahr 2013 statt.
Bei der Vuelta a España 2025 soll der Port del Cantó auf der 7. Etappe ins Programm der Spanien-Rundfahrt zurückkehren, wobei die Ostauffahrt den Auftakt einer anspruchsvollen Pyrenäen-Etappe darstellt. Im Anschluss soll die Strecke über den Port de la Creu de Perves, Coll de l’Espina zu einer Bergankunft auf dem Alto del Ampriu führen. Auf dem Port del Cantó soll erneut eine Bergwertung der 1. Kategorie abgenommen werden.
| Jahr | Etappe     | Bergwertung  | Fahrer              | Auffahrt |
| ---- | ---------- | ------------ | ------------------- | -------- |
| 1980 | 06. Etappe | 1. Kategorie | Juan Fernández      | Ost      |
| 1983 | 06. Etappe | 2. Kategorie | Ángel de las Heras  | Ost      |
| 1985 | 11. Etappe | 1. Kategorie | José Luis Laguia    | West     |
| 1987 | 07. Etappe | 1. Kategorie | Laurent Fignon      | Ost      |
| 1988 | 14. Etappe | 1. Kategorie | Rodolfo Massi       | West     |
| 1992 | 08. Etappe | 1. Kategorie | Federico García     | Ost      |
| 1994 | 11. Etappe | 1. Kategorie | Michele Coppolillo  | Ost      |
| 1998 | 11. Etappe | 1. Kategorie | Juan Carlos Vicario | Ost      |
| 1999 | 12. Etappe | 1. Kategorie | José Manuel Uría    | West     |
| 2003 | 09. Etappe | 1. Kategorie | Félix Cárdenas      | West     |
| 2005 | 11. Etappe | 1. Kategorie | Joaquim Rodríguez   | Ost      |
| 2007 | 10. Etappe | 1. Kategorie | Jurgen Van Goolen   | West     |
| 2008 | 08. Etappe | 1. Kategorie | Juan Manuel Gárate  | Ost      |
| 2013 | 15. Etappe | 1. Kategorie | Nicolas Edet        | Ost      |
| 2025 | 07. Etappe | 1. Kategorie |                     | Ost      |